# Arytrura subfalcata
Arytrura subfalcata is een vlinder uit de familie van de spinneruilen (Erebidae). De wetenschappelijke naam van de soort is voor het eerst geldig gepubliceerd door Ménétriés.